# Austroearinus rufofemoratus
Austroearinus rufofemoratus är en stekelart som först beskrevs av Muesebeck 1927.  Austroearinus rufofemoratus ingår i släktet Austroearinus och familjen bracksteklar. Inga underarter finns listade.